# Augustin Souchy
Augustin Souchy (Ratibor, 1892. augusztus 28. – München, 1984. január 1.) német anarchista, antimilitarista újságíró, műfordító, író és szakszervezeti alkalmazott.

## Élete
A porosz születésű Souchy az anarchizmus híve volt. Sokat utazott, írt a spanyol polgárháborúról és nemzetközi közösségekről.